# 2004년 하계 올림픽 역도 여자 63kg급
2004년 하계 올림픽 역도 여자 63kg급에서는 모두 아홉 선수가 참가했다. 인상과 용상 각 3회의 시기를 해서 가장 좋은 성적을 합산해 최종 순위를 결정하는 방식으로 경기가 진행되었으며, 경기는 8월 18일 니카이아 올림픽 역도 경기장에서 열렸다. 세계 신기록과 올림픽 신기록이 각각 하나씩 세워졌다.

## 메달리스트
| 금메달 | 나탈리아 스칼쿤 우크라이나 (UKR)   |
| 은메달 | 한나 바치우슈카 벨라루스 (BLR)     |
| 동메달 | 타치아나 스투칼라바 벨라루스 (BLR) |

## 결과
참가 선수들은 인상과 용상 각 3회의 시기를 해서 가장 좋은 성적을 합산해 최종 순위를 결정했다. 세계 신기록과 올림픽 신기록이 각각 하나씩 세워졌다.
| 순위 | 이름                     | 국적       | 인상(kg)   | 용상(kg)  | 합계(kg) |
| ---- | ------------------------ | ---------- | ---------- | --------- | -------- |
| 1    | 나탈리아 스칼쿤          | 우크라이나 | 107.5      | 135.0(OR) | 242.5    |
| 2    | 한나 바치우슈카          | 벨라루스   | 115.0 (WR) | 127.5     | 242.5    |
| 3    | 타치아나 스투칼라바      | 벨라루스   | 100.0      | 122.5     | 222.5    |
| 4    | 하옛 사씨                | 튀니지     | 95.0       | 120.0     | 215.0    |
| 5    | 김수경                   | 대한민국   | 92.5       | 122.5     | 215.0    |
| 6    | 찌 쩻 능웬               | 베트남     | 95.0       | 110.0     | 205.0    |
| 7    | 레일라 프란퀴스 라쏘아니 | 알제리     | 85.0       | 115.0     | 200.0    |
| -    | 아나스타시아 트사키리    | 그리스     | 97.5       | —         | 실격     |
| -    | 카르남 말레스와리        | 인도       | -          | -         | 실격     |